# 아나베역
아나베역(일본어: 穴部駅)은 일본 가나가와현 오다와라시에 있는 이즈하코네 철도 다이유잔 선의 역이다.

## 역 구조
단선 승강장 1면 1선의 지상역 선로 남쪽에 승강장이 있고 이다오카 방향 끝에 마련된 계단이 출입구이다. 출입구 부근에 상옥과 일체화된 이층의 역사가 배치되고 무인역이지만, 자동 매표기와 승차표 발행기가 하나씩 설치되어 있다. 역에는 화장실은 없다. 역 이다오카 방향에는 아나베 역전 건널목이 있고 역 북쪽으로 나오는 것도 가능하다.

## 역 주변
남쪽에는 현도 74호선이 달리고 북쪽을 가리 강이 흐른다. 구노 고분군 및 우바가 신사가 가깝다.
- 노인 종합 복지 시설 준세이엔

## 역사
- 1925년 10월 15일: 다이유잔 철도 영업 개시. 다만, 궤도는 준공했으나 본 역의 시설은 공사 중인 관계로 이 날 운수 영업에서 제외됨[1].
- 1926년 3월 31일: 여객 운수 영업 개시.

## 인접역
| 이즈하코네 철도 ■ 다이유잔 선 | 이즈하코네 철도 ■ 다이유잔 선 | 이즈하코네 철도 ■ 다이유잔 선 |
| ----------------------------- | ----------------------------- | ----------------------------- |
| ID04 고햐쿠라칸 오다와라 방면 |                               | 이다오카 ID06 다이유잔 방면   |